# Ruprechtsfarn
Der Ruprechtsfarn (Gymnocarpium robertianum) ist eine Pflanzenart aus der Gattung der Eichenfarne (Gymnocarpium) innerhalb der Familie der Wimperfarngewächse (Woodsiaceae).

## Beschreibung

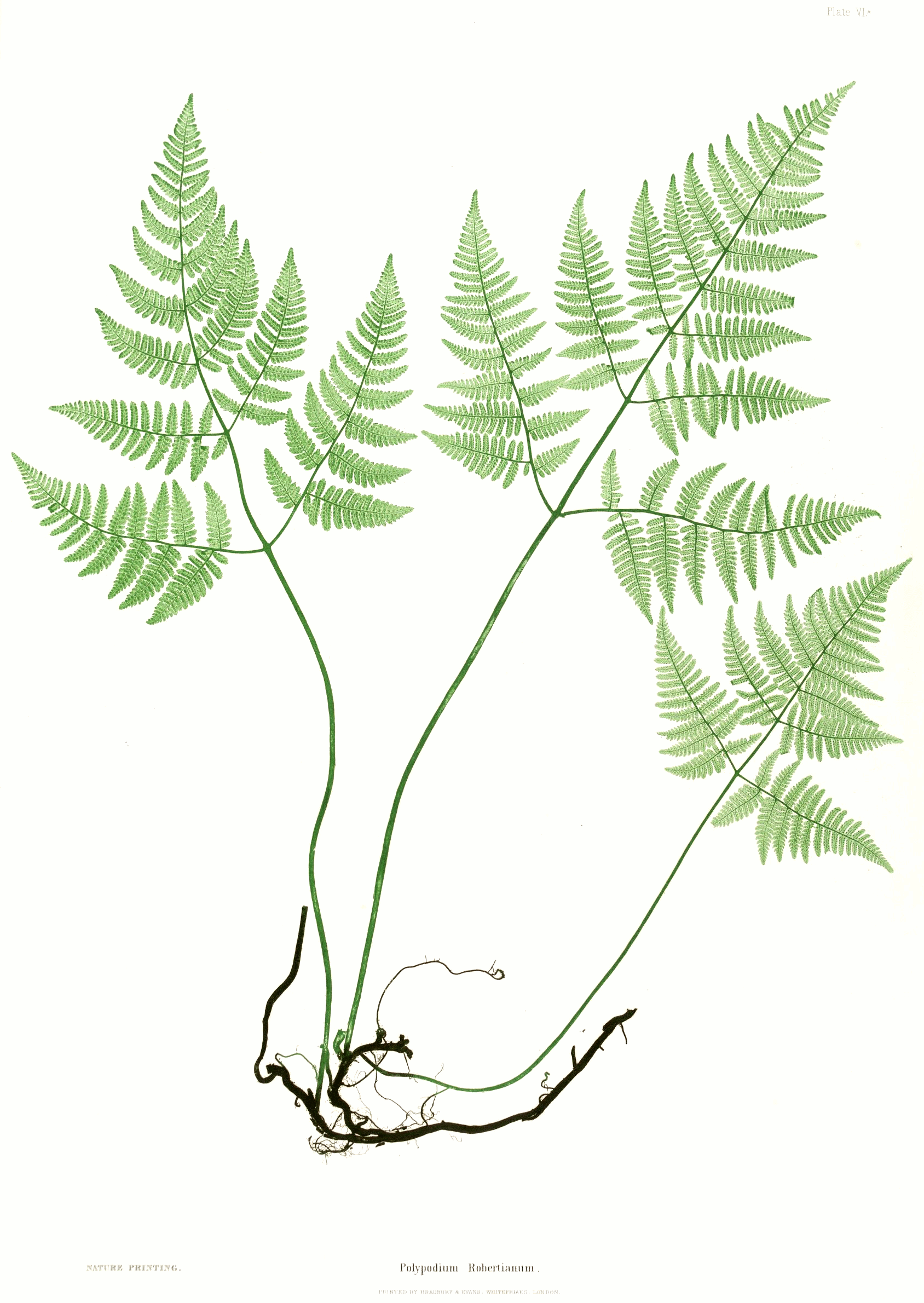
Illustration aus The ferns of Great Britain and Ireland

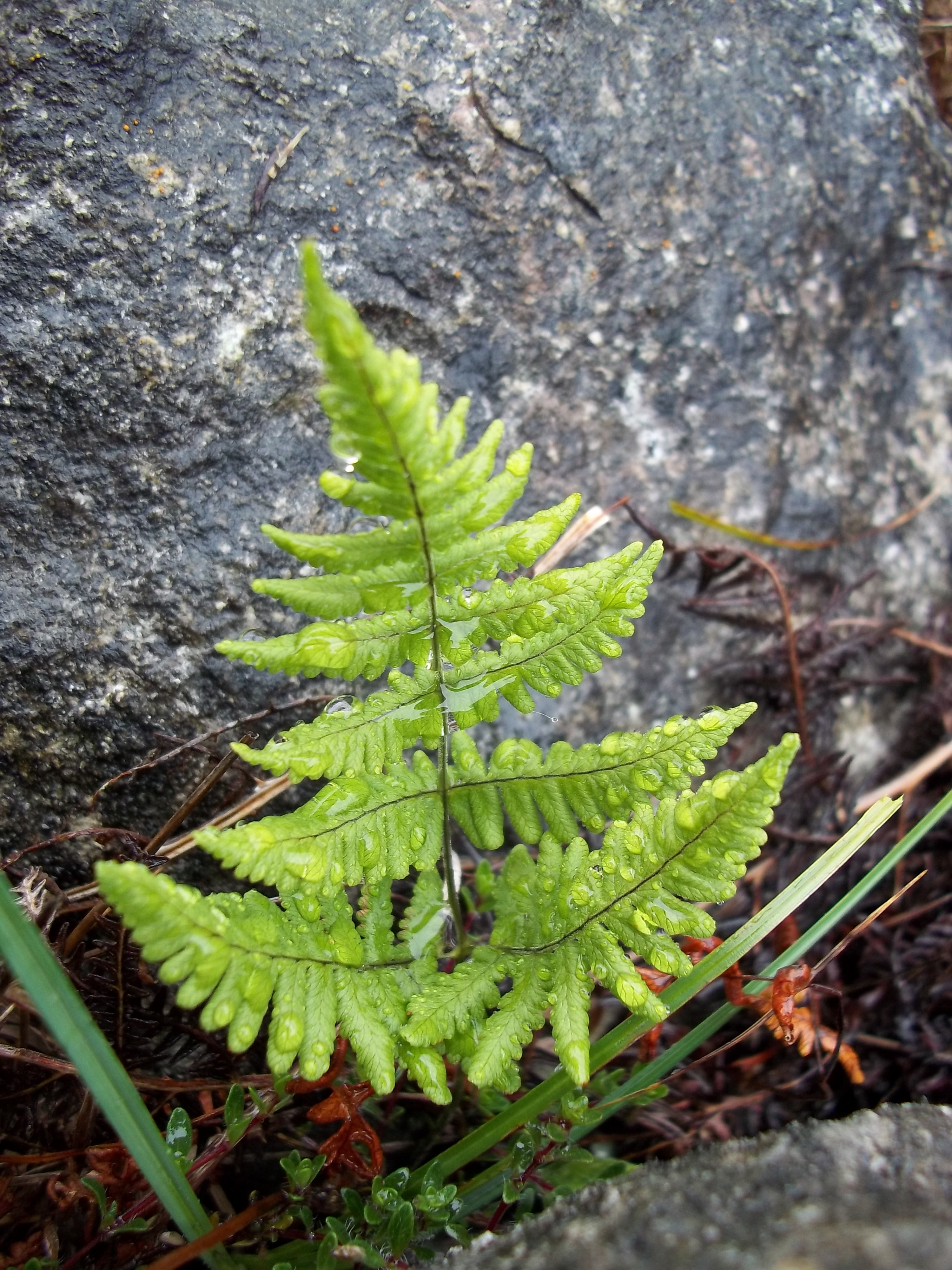
Wedel

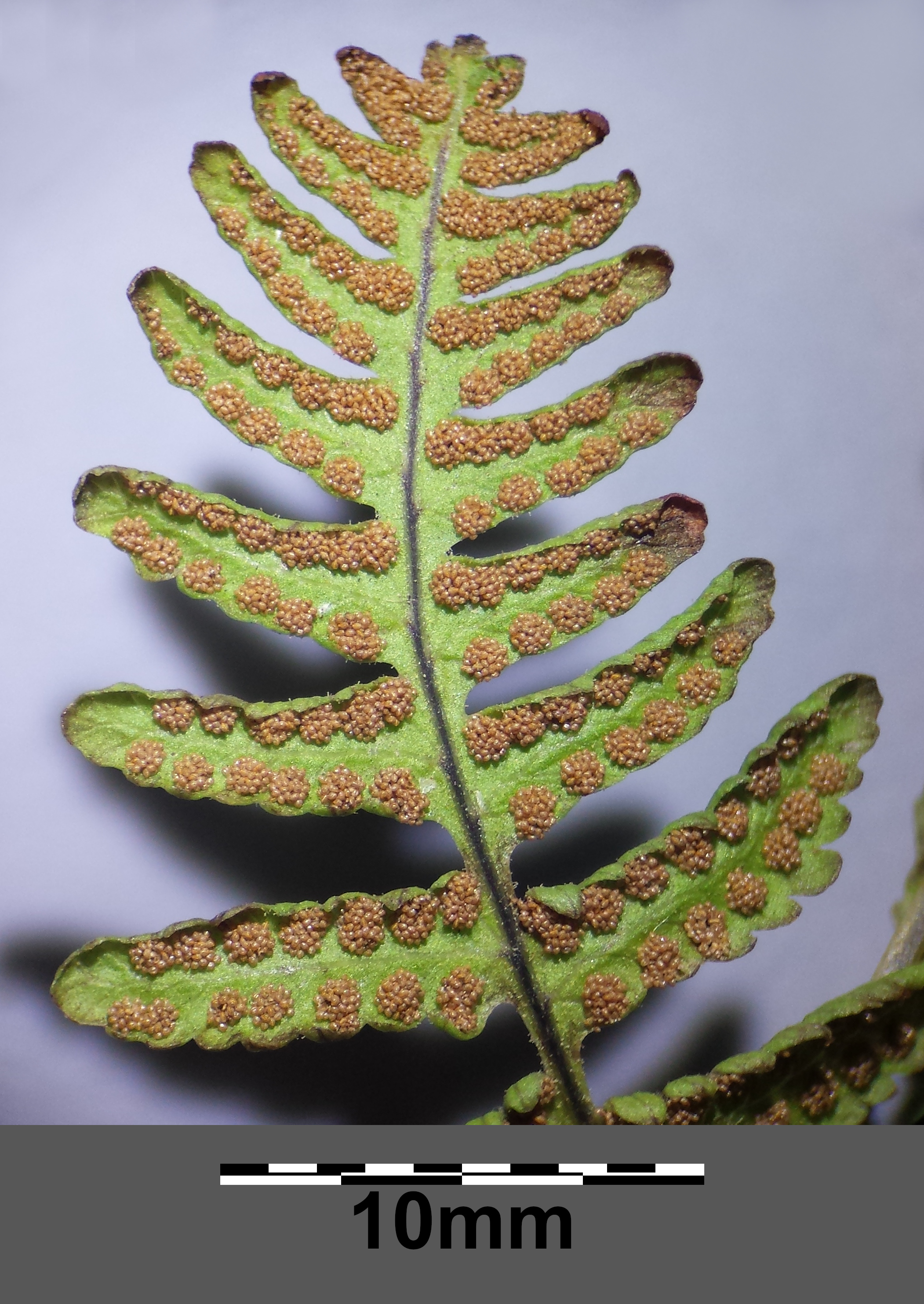
Wedelunterseite mir Sori

Beim Ruprechtsfarn handelt es sich um eine ausdauernde krautige Pflanze. Das Rhizom ist kurz, aber stark verzweigt kriechend. Die Wedel stehen mehr oder weniger einzeln bis leicht büschelig.
Die Wedel sind (mit Stiel) 10 cm bis 40 cm lang, in der Regel aber zwischen 20 cm und 30 cm. Der 1-2 mm dicke Wedelstiel ist im Gegensatz zum Buchenfarn weniger als doppelt so lang wie die dreieckige Wedelspreite. Blattstiel und Blattspreite sind auf der Unterseite kurz drüsig behaart. Die Blattspreite ist im Umriss dreieckig-eiförmig und gelblich-grün.
Die Wedel sind zweifach gefiedert, außer beim untersten Fiederpaar, wo sie dreifach gefiedert sind. Die untersten Fiedern sind zwar deutlich größer als die anderen Fiedern, im Gegensatz zum Buchenfarn aber kleiner als der Rest der Wedelspreite. Im Gegensatz zum arktischen Gymnocarpium jessoense (Koidz.) Koidz., das in Europa in Norwegen, Schweden und Finnland vorkommt, ist das zur Wedelspitze hinweisende basale Fiederchen des untersten Fieders deutlich schmaler als das gegenüberliegende, zur Blattbasis weisende Fiederchen.
Die Chromosomenzahl beträgt 2n = 160-168.

## Verbreitung und Standortansprüche
Der Ruprechtsfarn ist eine zirkumpolare Art, die in den gemäßigten Gebieten Eurasiens, Nordamerikas und in Algerien vorkommt. Er kommt in Europa und Westasien bis zum Kaukasusraum vor, ebenso im östlichen Kanada und einigen nordöstlichen Staaten der USA sowie in Algerien. In Europa kommt er in fast allen Ländern vor und fehlt nur in Portugal, Dänemark, Island, Belarus und in der Türkei. Der Ruprechtsfarn ist in Mitteleuropa vor allem in den Kalkgebieten der Alpen verbreitet.
Der Ruprechtsfarn wächst in Mitteleuropa in Kalkfelsritzen, auf Schutt und auf dem Boden von Schutthaldenwäldern, manchmal auch auf Mauern mit kalkhaltigem Gestein. Er ist pflanzensoziologisch eine Charakterart der Ordnung Thlaspietalia. Er kommt oft im präalpinen Gymnocarpietum robertianae bzw. im alpinen Moehringio-Gymnocarpietum vor.
In den Kalkgebieten der Alpen ist er verbreitet, außerhalb der Gebirge kommt er in Mitteleuropa nur zerstreut bis selten vor. Er steigt in der Bayerischen Alpen bis in eine Höhenlage von 2330 Meter auf.
Die ökologischen Zeigerwerte nach Landolt et al. 2010 sind in der Schweiz: Feuchtezahl F = 3 (mäßig feucht), Lichtzahl L = 4 (hell), Reaktionszahl R = 4 (neutral bis basisch), Temperaturzahl T = 4+ (warm-kollin), Nährstoffzahl N = 2 (nährstoffarm), Kontinentalitätszahl K = 4 (subkontinental).

## Taxonomie
Der Ruprechtsfarn wurde 1796 von Georg Franz Hoffmann in Deutschlands Flora oder Botanisches Taschenbuch für das Jahr 1795. Cryptogamie S. add. et emend. 10 als Polypodium robertianum erstbeschrieben. Diese Art wurde von Edward Newman in Phytologist; a Popular Botanical Miscellany Band 4, app. XXIV, S. 371 als Gymnocarpium robertianum (Hoffm.) Newman in die Gattung Gymnocarpium gestellt. Synonyme von Gymnocarpium robertianum (Hoffm.) Newman sind: Lastrea robertiana (Hoffm.) Newman, Phegopteris robertiana (Hoffm.) Asch., Nephrodium robertianum (Hoffm.) Prantl, Aspidium robertianum (Hoffm.) Luerss., Dryopteris robertiana (Hoffm.) C. Chr., Thelypteris robertiana (Hoffm.) Sloss., Currania robertiana (Hoffm.) Wherry und Dryopteris disjuncta subsp. calcarea (Sm.) Rouy. Das Artepitheton robertianum hatte Hoffmann gewählt, um auf die Ähnlichkeit der Wedel mit den Blättern vom Ruprechtskraut (Geranium robertianum) und den ähnlichen Geruch hinzuweisen.